# Louis-Jules Hetzel
Pour les articles homonymes, voir Hetzel.
Louis-Jules Hetzel (Paris, 8 novembre 1847 - Paris, 6 décembre 1930) est un éditeur français, fils de Pierre-Jules Hetzel. 

## Biographie
Bachelier ès-sciences (1864), il est associé à son père dès 1867 et prend la direction de la maison d'édition lors de sa mort en 1886. Il fut à ce titre l'éditeur de Jules Verne. Bien qu'il joue comme son père le rôle de conseiller auprès de Jules Verne, il n'a pas la même influence sur celui-ci.
Sous-lieutenant lors de la guerre de 1870, chef de cabinet du maire de Paris, il est en outre capitaine d'artillerie dans la Réserve jusqu'en 1900.
Après la mort de Jules Verne, avec Michel Verne, ils décident de reprendre les manuscrits qui restaient pour éditer des œuvres posthumes. Michel transforme en profondeur les textes de son père, y ajoutant des personnages, changeant les chronologies ou modifiant totalement les intrigues. De même, il prolonge le Voyage d'étude pour en faire L'Étonnante Aventure de la mission Barsac (1919). 
Par ailleurs Maire adjoint du VIe arrondissement de Paris (1885-1893), Louis-Jules Hetzel revend son fonds aux éditions Hachette en 1914. 
Il a participé à l'organisation de 25 expositions internationales. 

### Vie familiale
Il épouse le 11 avril 1888 Aimée Arnault, veuve du peintre Édouard-Théophile Blanchard. Ils auront une fille, Catherine, née en 1889, future épouse Bonnier de La Chapelle, qui co-écrira en 1953 une biographie de la maison Hetzel.

## Récompenses et distinctions
- Président du Cercle de la librairie, du syndicat des éditeurs, de l'Association littéraire et artistique internationale.
- Trésorier du syndicat de la presse périodique.
- Membre fondateur de la Société historique du VIe arrondissement et membre perpétuel.
- Il est nommé chevalier de la Légion d'honneur en 1883, officier en 1889 et commandeur en 1914.